# Dentam
Dentam es una localidad de la India, en el distrito de Sikkim occidental, estado de Sikkim.

## Geografía
Se encuentra a una altitud de 1796 m s. n. m. a 73 km de la capital estatal, Gangtok, en la zona horaria UTC +5:30.

## Demografía
Según estimación 2010 contaba con una población de 764 habitantes.